# Трофей Джона Б. Солленбергера
Трофей Джона Б. Солленбергера (англ. John B. Sollenberger Trophy) — нагорода, яка щорічно вручається найкращому бомбардиру Американської хокейної ліги (АХЛ) за підсумками регулярного чемпіонату.
Трофей був представлений у сезоні 1947–48 і названий на честь Воллі Колрі, який тримав рекорд найкращого бомбардира за підсумками регуляного чемпіонату. У підсумку його перейменовано на честь Карла Ліскомба, який побив рекорд Колрі. У 1955 році трофей перейменовано на честь Джона Б. Солленбергера, колишнього президента і голову правління Американської хокейної ліги, який також мав багаторічний внесок в АХЛ як менеджер і президент «Герші Берс».

## Нагороджені
Трофей Джона Б. Солленбергера
| Сезон   | Гравець            | Команда                |
| ------- | ------------------ | ---------------------- |
| 2024–25 | Ендрю Потуральскі  | Сан-Хосе Барракуда     |
| 2023–24 | Маврік Бурк        | Техас Старс            |
| 2022–23 | Майкл Карконе      | Тусон Роудраннерс      |
| 2021–22 | Ендрю Потуральскі  | Чикаго Вулвс           |
| 2020–21 | Ендрю Потуральскі  | Сан-Дієго Галлс        |
| 2019–20 | Сем Анас           | Айова Вайлд            |
| 2018–19 | Картер Верхаге     | Сірак'юс Кранч         |
| 2017–18 | Кріс Террі         | Лаваль Рокет           |
| 2016–17 | Кеннет Агостіно    | Чикаго Вулвс           |
| 2015–16 | Кріс Бурк          | Герші Берс             |
| 2014–15 | Браєн О'Нілл       | Манчестер Монаркс      |
| 2013–14 | Тревіс Морін       | Техас Старс            |
| 2012–13 | Брендон Піррі      | Рокфорд АйсХогс        |
| 2011–12 | Кріс Бурк          | Герші Берс             |
| 2010–11 | Корі Лок           | Бінгемтон Сенаторс     |
| 2009–10 | Кіт Окойн          | Герші Берс             |
| 2008–09 | Александр Жіру     | Герші Берс             |
| 2007–08 | Джейсон Крог       | Чикаго Вулвс           |
| 2006–07 | Даррен Гайдар      | Чикаго Вулвс           |
| 2005–06 | Кірбі Лоу          | Х'юстон Аерос          |
| 2004–05 | Джейсон Спецца     | Бінгемтон Сенаторс     |
| 2003–04 | Павел Роса         | Манчестер Монаркс      |
| 2002–03 | Стів Мальте        | Чикаго Вулвс           |
| 2001–02 | Дональд Маклін     | Сент-Джонс Мейпл-Ліфс  |
| 2000–01 | Дерек Армстронг    | Гартфорд Вулф Пек      |
| 1999–00 | Крістіан Матте     | Герші Берс             |
| 1998–99 | Доменік Піттіс     | Рочестер Американс     |
| 1997–98 | Пітер Вайт         | Філадельфія Фантомс    |
| 1996–97 | Пітер Вайт         | Філадельфія Фантомс    |
| 1995–96 | Бред Сміт          | Кароліна Монаркс       |
| 1994–95 | Пітер Вайт         | Кейп-Бретон Ойлерс     |
| 1993–94 | Тім Тейлор         | Адірондак Ред-Вінгс    |
| 1992–93 | Дон Біггс          | Бінгемтон Рейнджерс    |
| 1991–92 | Шон Ван Аллен      | Кейп-Бретон Ойлерс     |
| 1990–91 | Кевін Тодд         | Ютіка Девілс           |
| 1989–90 | Пол Айзебарт       | Ютіка Девілс           |
| 1988–89 | Стефан Лебо        | Шербрук Канадієнс      |
| 1987–88 | Брюс Будро         | Спрингфілд Індіанс     |
| 1986–87 | Тім Тукі           | Герші Берс             |
| 1985–86 | Пол Гарднер        | Рочестер Американс     |
| 1984–85 | Пол Гарднер        | Бінгемтон Вейлерс      |
| 1983–84 | Клод Лароз         | Шербрук Джетс          |
| 1982–83 | Росс Єйтс          | Бінгемтон Вейлерс      |
| 1981–82 | Майк Кашицкі       | Нью-Брансвік Гокс      |
| 1980–81 | Марк Лофтгаус      | Герші Берс             |
| 1979–80 | Норм Дубе          | Нова Шотландія Вояжерс |
| 1978–79 | Берні Джонстон     | Мен Марінерс           |
| 1977–78 | Рік Аддуоно        | Рочестер Американс     |
| 1977–78 | Горд Брукс         | Філадельфія Фаєрбердс  |
| 1976–77 | Андре Пелоффі      | Спрингфілд Індіанс     |
| 1975–76 | Жан-Гі Граттон     | Герші Берс             |
| 1974–75 | Дуг Гібсон         | Рочестер Американс     |
| 1973–76 | Стів Вест          | Нью-Гейвен Найтгокс    |
| 1972–73 | Івон Ламберт       | Нова Шотландія Вояжерс |
| 1971–72 | Дон Блекберн       | Провіденс Редс         |
| 1970–71 | Фред Спек          | Балтимор Кліпперс      |
| 1969–70 | Джуд Друїн         | Нова Шотландія Вояжерс |
| 1968–69 | Жанно Жільбер      | Герші Берс             |
| 1967–68 | Симон Ноле         | Квебек Ейсес           |
| 1966–67 | Горд Лабоссьє      | Квебек Ейсес           |
| 1965–66 | Дік Гембл          | Рочестер Американс     |
| 1964–65 | Арт Стреттон       | Баффало Байсонс        |
| 1963–64 | Джеррі Еман        | Рочестер Американс     |
| 1962–63 | Білл Свіні         | Спрингфілд Індіанс     |
| 1961–62 | Білл Свіні         | Спрингфілд Індіанс     |
| 1960–61 | Білл Свіні         | Спрингфілд Індіанс     |
| 1959–60 | Фред Гловер        | Клівленд Баронс        |
| 1958–59 | Білл Хайк          | Рочестер Американс     |
| 1957–58 | Віллі Маршалл      | Герші Берс             |
| 1956–57 | Фред Гловер        | Клівленд Баронс        |
| 1955–56 | Дзелліо Топпацціні | Провіденс Редс         |
| 1954–55 | Едді Олсон         | Клівленд Баронс        |

Трофей Карла Ліскомба
| Сезон   | Гравець         | Команда           |
| ------- | --------------- | ----------------- |
| 1953–54 | Джордж Салліван | Герші Берс        |
| 1952–53 | Едді Олсон      | Клівленд Баронс   |
| 1951–52 | Рей Пауелл      | Провіденс Редс    |
| 1950–51 | Еб Де Марко     | Баффало Байсонс   |
| 1949–50 | Лес Дуглас      | Клівленд Баронс   |
| 1948–49 | Сід Сміт        | Піттсбург Горнетс |
| 1947–48 | Карл Ліскомб    | Провіденс Редс    |